# جاستن ماير
جاستن ماير (بالإنجليزية: Justin Meyer)‏ هو مزارع الكروم أمريكي، ولد في 11 نوفمبر 1938 في بيكرسفيلد في الولايات المتحدة، وتوفي في 6 أغسطس 2002 في سييرا نيفادا في الولايات المتحدة.